# 多布里
多布里，是匈牙利佐洛州所辖的一个村，总面积7.89平方公里，总人口169，人口密度21.4人/平方公里（2010年1月1日）。